# HD164224
HD164224 — хімічно пекулярна зоря спектрального класу B9, що має видиму зоряну величину в смузі V приблизно  8,5.
Вона  розташована на відстані близько 671,1 світлових років від Сонця.

## Пекулярний хімічний склад
Зоряна атмосфера HD164224 має підвищений вміст 
Cr
.